# Wingsurfen

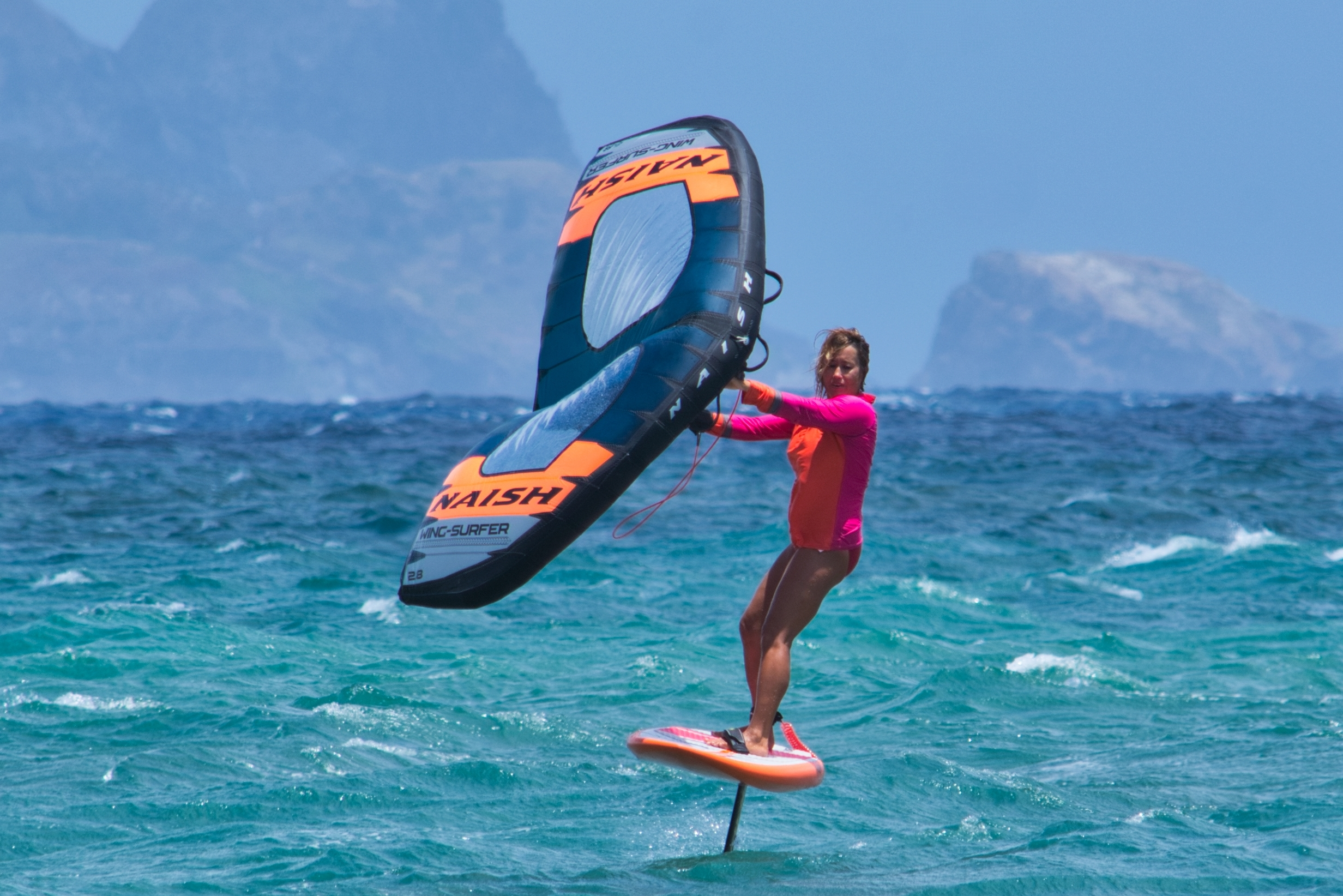
Wingfoilen vor Hawaii

Das  Wingsurfen ist die Variation eines Wassersports, der sich aus dem Kitesurfen und dem Windsurfen entwickelt hat. Dabei hält der Surfer auf einem Board stehend einen Wing (englisch für „Flügel“) in der Hand, den er in den Wind stellt. Damit generiert er sowohl Auftrieb als auch Vortrieb und bewegt sich so auf dem Wasser fort. Mit der Entwicklung sogenannter Foilboards in den späten 1990er Jahren, die aufgrund einer Tragflügelkonstruktion sehr früh angleiten und dabei aus dem Wasser abheben, war das ideale Brett für den Wing geschaffen.

## Entstehung
Die Geschichte des Wingsurfens reicht bis in das Jahr 1981 zurück, als Jim Drake und Uli Stanciu im Oktober beim Patentamt in München ein Patent für eine Flügelanlage zum Surfen anmeldeten. Doch die von Schütz-Werke (die auch die Marke Fanatic vertrieben) nahe Frankfurt produzierten Wings schafften es nicht über das Stadium des Prototyps hinaus.
In der Folge widmete sich Jim Drake wieder dem herkömmlichen Windsurfen und experimentierte an Brettern mit fest montierten Masten. Im Jahr 1986 stellte Tom Magruder seinen "Wind Weapon" vor, ein frei rotierendes, fest auf dem Surfbrett montiertes Segel. In den Folgejahren wurde die Technik adaptiert und kam in verschiedenen Varianten und unter neuen Bezeichnungen immer wieder auf den Markt.
Grundsätzlich ist der Einsatz eines Wings nicht ausschließlich an den Wassersport gebunden, sondern es existieren auch Sport-Anwendungen im Schnee, am Strand oder an Land. Meilensteine bei diesen Fortentwicklung waren „Skate Sails“, „Wind Skates“ oder auch „Kitewings“. Den meisten dieser Ausprägungen ist gemein, dass sie einen steifen Rahmen zum Aufspannen des Wings einsetzen, die gleichzeitig als Lenkstangen bzw. Haltegriffe fungieren.
Begrenzend war dabei das hohe Eigengewicht, denn Wings, die groß genug sind, um ein träges, schweres Surfbrett inklusive Surfer in Bewegung zu setzen, müssen sehr groß, unhandlich und schwer sein. Das änderte sich durch Entwicklungen der Kite-Marken Cabrinha und Naish, die die Produktionstechnologie des Kitesurfens auf das Wingsurfen übertrugen: Es entstand ein Wind-Wing, der aufblasbar, kompakt, leicht und kostengünstig ist. Etwa zur gleichen Zeit kam es zur Entwicklung von Hydrofoils, womit Boards mit einem erheblich reduziertem Reibungswiderstand zur Verfügung standen.
Die neue Wind-Wing-Technik überzeugte die Surf-Ikone Robby Naish und weitere branchenbekannte Hersteller, die seit 2019 ebenfalls aufblasbare Wings anboten.

## Konstruktion

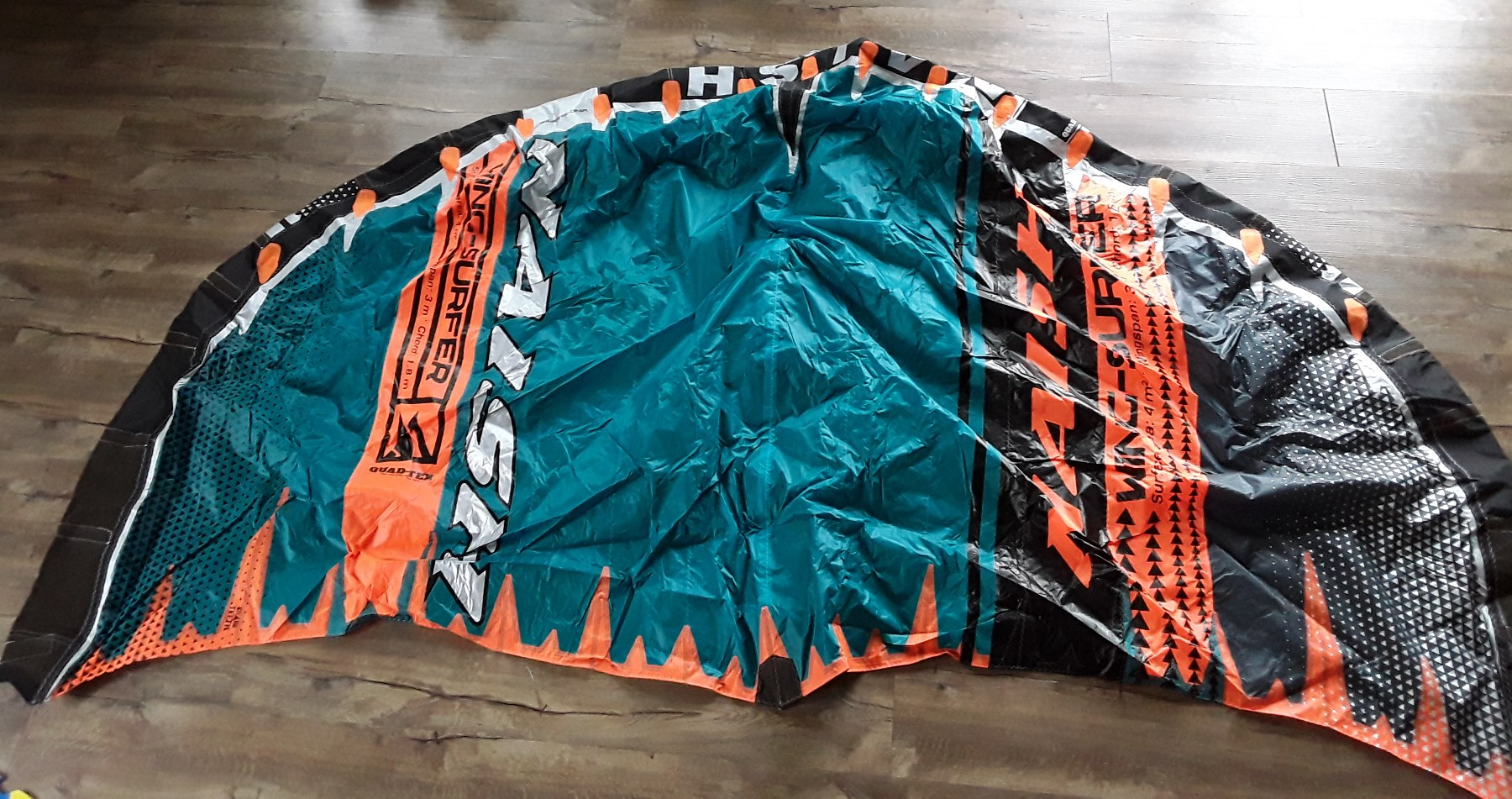
Unaufgepumpter Wing

Die noch junge Sportart ist noch in der Entwicklung. Während ältere Wing-Modelle häufig mittels Stangen aufgespannt und gehalten wurden, gewinnt der Einfluss der Kite-Entwicklung aktuell zunehmend an Bedeutung: Dabei wird der Wing aus leichtem Drachenstoff gefertigt, der durch aufpumpbare Luftschläuche, sogenannte Tubes, aufgespannt wird. Zum Greifen des Wings setzen manche Fabrikate auf mit Handschlaufen versehene Struts, andere auf Teleskop-Alu-Stangen.

## Einsatzvarianten
Der Wing ist nicht wasser-gebunden: Man kann ihn nicht nur auf einem Surfbrett, Kiteboard oder Standup Paddle Board (SUP) einsetzen, sondern auch an Land in Kombination mit einem Skateboard, einem Snowboard, einem Longboard oder sogar auf Inlineskates. Besonders beliebt ist das Wingsurfen auf Foilboards, da man auch mit kleinen Wings bereits bei etwa 8 Knoten (Windgeschwindigkeit 14 km/h) angleiten kann.

## Einordnung in die bestehenden Surfsportarten
Das Wingsurfen hat technisch gesehen, aber auch in Bezug auf die Anwendung, zahlreiche Ähnlichkeiten sowohl mit dem Windsurfen als auch mit dem Kitesurfen. So wird das Wing beispielsweise statt über Lines direkt gesteuert, hat aber dennoch einen ähnlichen Bau und eine ähnliche Funktionsweise wie ein Kite. Die Frage, ob es sich beim Wingsurfen um eine Variation des Kitesurfens, des Windsurfens oder um eine komplett eigenständige Sportart handelt, ist nicht nur theoretischer Natur: Sie betrifft beispielsweise auch die Frage, inwieweit Kite-Verbote an den Spots auch für Wingsurfer gelten. Es wird zudem darüber diskutiert, inwieweit das Wingsurfen als Hybrid-Surfsportart es schafft, als verbindendes Element zu fungieren und bestehende Rivalitäten zwischen Kitesurfern und Windsurfern abzubauen.